# Баталово (Шипуновський район)
Бата́лово (рос. Баталово) — село у складі Шипуновського району Алтайського краю, Росія. Входить до складу Порожненської сільської ради.

## Населення
Населення — 395 осіб (2010; 556 у 2002).
Національний склад (станом на 2002 рік):
- росіяни — 99 %